# L'Anse-au-Diable
L'Anse-au-Diable était une petite localité de Terre-Neuve-et-Labrador au Canada, située au sud du Labrador, c'est-à-dire dans la partie continentale de la province.

## Géographie
La localité est située le long de la route 510, entre L'Anse-au-Loup et Capstan Island, non loin de la frontière entre le Québec et Terre-Neuve-et-Labrador.
La localité est située près de la baie du Diable.
Les lieux abritaient un petit village de pêcheurs. Il reste de nos jours un cimetière catholique et un cimetière anglican.